# Đội tuyển bóng đá nữ quốc gia Tây Ban Nha

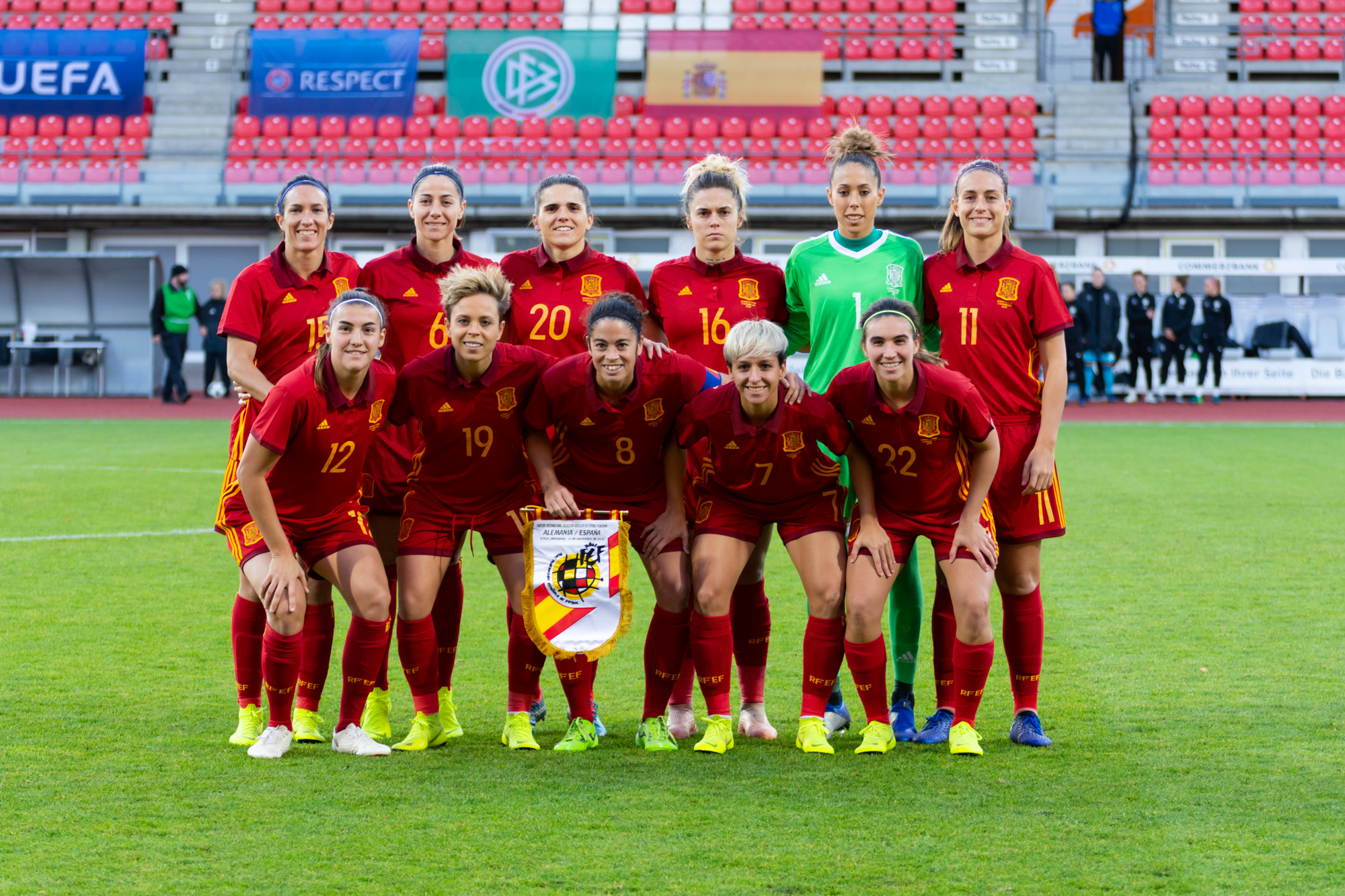
Đội tuyển nữ Tây Ban Nha vào năm 2018

Đội tuyển bóng đá nữ quốc gia Tây Ban Nha (tiếng Tây Ban Nha: Selección Española de Fútbol Femenina) đại diện cho Tây Ban Nha tại các giải đấu bóng đá nữ quốc tế từ năm 1980, được quản lý bởi Liên đoàn bóng đá Hoàng gia Tây Ban Nha (RFEF).
Đội tuyển nữ Tây Ban Nha tham dự Giải vô địch bóng đá nữ thế giới lần đầu tiên vào năm 2015 và bị loại từ vòng bảng. Tuy nhiên, chỉ sau 8 năm, đội đã giành chức vô địch thế giới đầu tiên trong lịch sử ở giải đấu năm 2023. Sau đó, Tây Ban Nha giành vị trí thứ tư chung cuộc trong lần đầu tiên tham dự Thế vận hội Mùa hè vào năm 2024. Ở cấp độ châu lục, đội đã có bốn lần tham dự Giải vô địch bóng đá nữ châu Âu tính đến thời điểm hiện tại, thành tích tốt nhất là lọt vào bán kết năm 1997. Hiện tại, đội tuyển nữ Tây Ban Nha đang đứng ở vị trí thứ nhất trên bảng xếp hạng bóng đá nữ FIFA.

## Thành tích tại các giải đấu quốc tế

### Giải vô địch bóng đá nữ thế giới
| Năm       | Thành tích               | Thứ hạng                 | Pld                      | W                        | D                        | L                        | GF                       | GA                       |
| --------- | ------------------------ | ------------------------ | ------------------------ | ------------------------ | ------------------------ | ------------------------ | ------------------------ | ------------------------ |
| 1991      | Không vượt qua vòng loại | Không vượt qua vòng loại | Không vượt qua vòng loại | Không vượt qua vòng loại | Không vượt qua vòng loại | Không vượt qua vòng loại | Không vượt qua vòng loại | Không vượt qua vòng loại |
| 1995      | Không vượt qua vòng loại | Không vượt qua vòng loại | Không vượt qua vòng loại | Không vượt qua vòng loại | Không vượt qua vòng loại | Không vượt qua vòng loại | Không vượt qua vòng loại | Không vượt qua vòng loại |
| 1999      | Không vượt qua vòng loại | Không vượt qua vòng loại | Không vượt qua vòng loại | Không vượt qua vòng loại | Không vượt qua vòng loại | Không vượt qua vòng loại | Không vượt qua vòng loại | Không vượt qua vòng loại |
| 2003      | Không vượt qua vòng loại | Không vượt qua vòng loại | Không vượt qua vòng loại | Không vượt qua vòng loại | Không vượt qua vòng loại | Không vượt qua vòng loại | Không vượt qua vòng loại | Không vượt qua vòng loại |
| 2007      | Không vượt qua vòng loại | Không vượt qua vòng loại | Không vượt qua vòng loại | Không vượt qua vòng loại | Không vượt qua vòng loại | Không vượt qua vòng loại | Không vượt qua vòng loại | Không vượt qua vòng loại |
| 2011      | Không vượt qua vòng loại | Không vượt qua vòng loại | Không vượt qua vòng loại | Không vượt qua vòng loại | Không vượt qua vòng loại | Không vượt qua vòng loại | Không vượt qua vòng loại | Không vượt qua vòng loại |
| 2015      | Vòng bảng                | 20th                     | 3                        | 0                        | 1                        | 2                        | 2                        | 4                        |
| 2019      | Vòng 16 đội              | 12th                     | 4                        | 1                        | 1                        | 2                        | 4                        | 4                        |
| 2023      | Vô địch                  | 1st                      | 7                        | 6                        | 0                        | 1                        | 18                       | 7                        |
| 2027      | Chưa xác định            | Chưa xác định            | Chưa xác định            | Chưa xác định            | Chưa xác định            | Chưa xác định            | Chưa xác định            | Chưa xác định            |
| Tổng cộng | 3/9 Vô địch              | 3/9 Vô địch              | 14                       | 7                        | 2                        | 5                        | 24                       | 15                       |

### Thế vận hội Mùa hè
| Năm       | Thành tích               | Thứ hạng                 | Pld                      | W                        | D                        | L                        | GF                       | GA                       |
| --------- | ------------------------ | ------------------------ | ------------------------ | ------------------------ | ------------------------ | ------------------------ | ------------------------ | ------------------------ |
| 1996      | Không vượt qua vòng loại | Không vượt qua vòng loại | Không vượt qua vòng loại | Không vượt qua vòng loại | Không vượt qua vòng loại | Không vượt qua vòng loại | Không vượt qua vòng loại | Không vượt qua vòng loại |
| 2000      | Không vượt qua vòng loại | Không vượt qua vòng loại | Không vượt qua vòng loại | Không vượt qua vòng loại | Không vượt qua vòng loại | Không vượt qua vòng loại | Không vượt qua vòng loại | Không vượt qua vòng loại |
| 2004      | Không vượt qua vòng loại | Không vượt qua vòng loại | Không vượt qua vòng loại | Không vượt qua vòng loại | Không vượt qua vòng loại | Không vượt qua vòng loại | Không vượt qua vòng loại | Không vượt qua vòng loại |
| 2008      | Không vượt qua vòng loại | Không vượt qua vòng loại | Không vượt qua vòng loại | Không vượt qua vòng loại | Không vượt qua vòng loại | Không vượt qua vòng loại | Không vượt qua vòng loại | Không vượt qua vòng loại |
| 2012      | Không vượt qua vòng loại | Không vượt qua vòng loại | Không vượt qua vòng loại | Không vượt qua vòng loại | Không vượt qua vòng loại | Không vượt qua vòng loại | Không vượt qua vòng loại | Không vượt qua vòng loại |
| 2016      | Không vượt qua vòng loại | Không vượt qua vòng loại | Không vượt qua vòng loại | Không vượt qua vòng loại | Không vượt qua vòng loại | Không vượt qua vòng loại | Không vượt qua vòng loại | Không vượt qua vòng loại |
| 2020      | Không vượt qua vòng loại | Không vượt qua vòng loại | Không vượt qua vòng loại | Không vượt qua vòng loại | Không vượt qua vòng loại | Không vượt qua vòng loại | Không vượt qua vòng loại | Không vượt qua vòng loại |
| 2024      | Hạng tư                  | 4th                      | 6                        | 3                        | 1                        | 2                        | 9                        | 8                        |
| 2028      | Chưa xác định            | Chưa xác định            | Chưa xác định            | Chưa xác định            | Chưa xác định            | Chưa xác định            | Chưa xác định            | Chưa xác định            |
| 2032      | Chưa xác định            | Chưa xác định            | Chưa xác định            | Chưa xác định            | Chưa xác định            | Chưa xác định            | Chưa xác định            | Chưa xác định            |
| Tổng cộng | 1/8 Hạng tư              | 1/8 Hạng tư              | 6                        | 3                        | 1                        | 2                        | 9                        | 8                        |

### Giải vô địch bóng đá nữ châu Âu
| Năm       | Thành tích               | Thứ hạng                 | Pld                      | W                        | D                        | L                        | GF                       | GA                       |
| --------- | ------------------------ | ------------------------ | ------------------------ | ------------------------ | ------------------------ | ------------------------ | ------------------------ | ------------------------ |
| 1984      | Không tham dự            | Không tham dự            | Không tham dự            | Không tham dự            | Không tham dự            | Không tham dự            | Không tham dự            | Không tham dự            |
| 1987      | Không vượt qua vòng loại | Không vượt qua vòng loại | Không vượt qua vòng loại | Không vượt qua vòng loại | Không vượt qua vòng loại | Không vượt qua vòng loại | Không vượt qua vòng loại | Không vượt qua vòng loại |
| 1989      | Không vượt qua vòng loại | Không vượt qua vòng loại | Không vượt qua vòng loại | Không vượt qua vòng loại | Không vượt qua vòng loại | Không vượt qua vòng loại | Không vượt qua vòng loại | Không vượt qua vòng loại |
| 1991      | Không vượt qua vòng loại | Không vượt qua vòng loại | Không vượt qua vòng loại | Không vượt qua vòng loại | Không vượt qua vòng loại | Không vượt qua vòng loại | Không vượt qua vòng loại | Không vượt qua vòng loại |
| 1993      | Không vượt qua vòng loại | Không vượt qua vòng loại | Không vượt qua vòng loại | Không vượt qua vòng loại | Không vượt qua vòng loại | Không vượt qua vòng loại | Không vượt qua vòng loại | Không vượt qua vòng loại |
| 1995      | Không vượt qua vòng loại | Không vượt qua vòng loại | Không vượt qua vòng loại | Không vượt qua vòng loại | Không vượt qua vòng loại | Không vượt qua vòng loại | Không vượt qua vòng loại | Không vượt qua vòng loại |
| 1997      | Bán kết                  | 4th                      | 4                        | 1                        | 1                        | 2                        | 3                        | 4                        |
| 2001      | Không vượt qua vòng loại | Không vượt qua vòng loại | Không vượt qua vòng loại | Không vượt qua vòng loại | Không vượt qua vòng loại | Không vượt qua vòng loại | Không vượt qua vòng loại | Không vượt qua vòng loại |
| 2005      | Không vượt qua vòng loại | Không vượt qua vòng loại | Không vượt qua vòng loại | Không vượt qua vòng loại | Không vượt qua vòng loại | Không vượt qua vòng loại | Không vượt qua vòng loại | Không vượt qua vòng loại |
| 2009      | Không vượt qua vòng loại | Không vượt qua vòng loại | Không vượt qua vòng loại | Không vượt qua vòng loại | Không vượt qua vòng loại | Không vượt qua vòng loại | Không vượt qua vòng loại | Không vượt qua vòng loại |
| 2013      | Tứ kết                   | 7th                      | 4                        | 1                        | 1                        | 2                        | 5                        | 7                        |
| 2017      | Tứ kết                   | 8th                      | 4                        | 1                        | 1                        | 2                        | 2                        | 3                        |
| 2022      | Tứ kết                   | 6th                      | 4                        | 2                        | 0                        | 2                        | 6                        | 5                        |
| 2025      | Vượt qua vòng loại       | Vượt qua vòng loại       | Vượt qua vòng loại       | Vượt qua vòng loại       | Vượt qua vòng loại       | Vượt qua vòng loại       | Vượt qua vòng loại       | Vượt qua vòng loại       |
| Tổng cộng | 5/14 Bán kết             | 5/14 Bán kết             | 16                       | 5                        | 3                        | 8                        | 16                       | 19                       |

### UEFA Women's Nations League
| 2023–24   | A         | 4             | 1st           | 6             | 5             | 0             | 1             | 23            | 9             | Giữ nguyên vị trí | 1st           | 2024      | Vô địch       | 2             | 2             | 0             | 0             | 5             | 0             |
| 2025–26   | A         | Chưa xác định | Chưa xác định | Chưa xác định | Chưa xác định | Chưa xác định | Chưa xác định | Chưa xác định | Chưa xác định | Chưa xác định     | Chưa xác định | 2026      | Chưa xác định | Chưa xác định | Chưa xác định | Chưa xác định | Chưa xác định | Chưa xác định | Chưa xác định |
| Tổng cộng | Tổng cộng | Tổng cộng     | Tổng cộng     | 6             | 5             | 0             | 1             | 23            | 9             |                   |               | Tổng cộng | Vô địch       | 2             | 2             | 0             | 0             | 5             | 0             |

## Cầu thủ

### Đội hình hiện tại
Đội hình 23 cầu thủ được triệu tập tham dự Giải vô địch bóng đá nữ thế giới 2023.
Số liệu thống kê tính đến ngày 20 tháng 8 năm 2023
| Số | VT | Cầu thủ                | Ngày sinh (tuổi)  | Trận | Bàn | Câu lạc bộ      |
| -- | -- | ---------------------- | ----------------- | ---- | --- | --------------- |
| 1  | TM | María Isabel Rodríguez | 23 tháng 7, 1999  | 17   | 0   | Real Madrid     |
| 13 | TM | Enith Salón            | 24 tháng 9, 2001  | 2    | 0   | Valencia        |
| 23 | TM | Catalina Coll          | 23 tháng 4, 2001  | 4    | 0   | Barcelona       |
|    |    |                        |                   |      |     |                 |
| 2  | HV | Ona Batlle             | 10 tháng 6, 1999  | 37   | 1   | Barcelona       |
| 4  | HV | Irene Paredes          | 4 tháng 7, 1991   | 97   | 11  | Barcelona       |
| 5  | HV | Ivana Andrés           | 13 tháng 7, 1994  | 51   | 0   | Real Madrid     |
| 12 | HV | Oihane Hernández       | 4 tháng 5, 2000   | 14   | 0   | Real Madrid     |
| 14 | HV | Laia Codina            | 22 tháng 1, 2000  | 9    | 2   | Barcelona       |
| 19 | HV | Olga Carmona           | 12 tháng 6, 2000  | 30   | 3   | Real Madrid     |
| 20 | HV | Rocío Gálvez           | 14 tháng 4, 1997  | 11   | 0   | Real Madrid     |
|    |    |                        |                   |      |     |                 |
| 3  | TV | Teresa Abelleira       | 9 tháng 1, 2000   | 22   | 2   | Real Madrid     |
| 6  | TV | Aitana Bonmatí         | 18 tháng 1, 1998  | 54   | 19  | Barcelona       |
| 7  | TV | Irene Guerrero         | 12 tháng 12, 1996 | 26   | 5   | Atlético Madrid |
| 11 | TV | Alexia Putellas        | 4 tháng 2, 1994   | 109  | 28  | Barcelona       |
| 16 | TV | María Pérez            | 24 tháng 12, 2001 | 5    | 0   | Barcelona       |
| 21 | TV | Claudia Zornoza        | 29 tháng 10, 1990 | 13   | 0   | Real Madrid     |
|    |    |                        |                   |      |     |                 |
| 8  | TĐ | Mariona Caldentey      | 19 tháng 3, 1996  | 61   | 20  | Barcelona       |
| 9  | TĐ | Esther González        | 8 tháng 12, 1992  | 43   | 26  | Unattached      |
| 10 | TĐ | Jennifer Hermoso       | 9 tháng 5, 1990   | 105  | 51  | Pachuca         |
| 15 | TĐ | Eva Navarro            | 27 tháng 1, 2001  | 15   | 3   | Atlético Madrid |
| 18 | TĐ | Salma Paralluelo       | 13 tháng 11, 2003 | 15   | 8   | Barcelona       |
| 17 | TĐ | Alba Redondo           | 27 tháng 8, 1996  | 34   | 14  | Levante         |
| 22 | TĐ | Athenea del Castillo   | 24 tháng 10, 2000 | 31   | 7   | Real Madrid     |

### Triệu tập gần đây
Các cầu thủ dưới đây được triệu tập trong vòng 12 tháng.
| Vt                                                                                          | Cầu thủ                 | Ngày sinh (tuổi)  | Số trận | Bt | Câu lạc bộ        | Lần cuối triệu tập                     |
| ------------------------------------------------------------------------------------------- | ----------------------- | ----------------- | ------- | -- | ----------------- | -------------------------------------- |
| TM                                                                                          | Elene Lete              | 7 tháng 5, 2002   | 1       | 0  | Real Sociedad     | FIFA World Cup 2023 PRE                |
| TM                                                                                          | María Asunción Quiñones | 29 tháng 10, 1996 | 3       | 0  | Athletic Bilbao   | v. Trung Quốc; 11 tháng 4 năm 2023 PRE |
| TM                                                                                          | Dolores Gallardo WD     | 10 tháng 6, 1993  | 38      | 0  | Atlético Madrid   | v. Ukraina; 6 tháng 9 năm 2022         |
| TM                                                                                          | Sandra Paños WD         | 4 tháng 11, 1992  | 55      | 0  | Barcelona         | v. Ukraina; 6 tháng 9 năm 2022 PRE     |
|                                                                                             |                         |                   |         |    |                   |                                        |
| HV                                                                                          | Jana Fernández          | 18 tháng 2, 2002  | 2       | 0  | Barcelona         | FIFA World Cup 2023 PRE                |
| HV                                                                                          | Berta Pujadas           | 9 tháng 4, 2000   | 2       | 0  | Valencia          | v. Trung Quốc; 11 tháng 4 năm 2023 PRE |
| HV                                                                                          | Paula Tomás             | 11 tháng 9, 2001  | 2       | 0  | Levante           | v. Trung Quốc; 11 tháng 4 năm 2023 PRE |
| HV                                                                                          | María Méndez            | 10 tháng 4, 2001  | 2       | 0  | Levante           | v. Na Uy; 6 tháng 4 năm 2023 PRE       |
| HV                                                                                          | Bibiane Schulze         | 12 tháng 11, 1998 | 0       | 0  | Athletic Bilbao   | 2023 Cup of Nations PRE                |
| HV                                                                                          | Alejandra Bernabé       | 12 tháng 11, 2001 | 1       | 0  | Real Sociedad     | v. Argentina; 11 tháng 11 năm 2022     |
| HV                                                                                          | Ana Tejada              | 2 tháng 6, 2002   | 1       | 0  | Real Sociedad     | v. Argentina; 11 tháng 11 năm 2022     |
| HV                                                                                          | Nuria Rábano            | 15 tháng 6, 1999  | 1       | 0  | Cầu thủ tự do     | v. Thụy Điển; 7 tháng 10 năm 2022      |
| HV                                                                                          | Lucía Rodríguez         | 24 tháng 5, 1999  | 0       | 0  | Real Madrid       | v. Thụy Điển; 7 tháng 10 năm 2022 PRE  |
| HV                                                                                          | Leila Ouahabi WD        | 22 tháng 3, 1993  | 53      | 1  | Manchester City   | v. Ukraina; 6 tháng 9 năm 2022         |
| HV                                                                                          | Andrea Pereira WD       | 19 tháng 9, 1993  | 42      | 0  | América           | v. Ukraina; 6 tháng 9 năm 2022         |
| HV                                                                                          | Ainhoa Vicente WD       | 20 tháng 8, 1995  | 6       | 0  | Atlético Madrid   | v. Ukraina; 6 tháng 9 năm 2022         |
| HV                                                                                          | Laia Aleixandri WD      | 25 tháng 8, 2000  | 16      | 2  | Manchester City   | v. Hungary; 2 tháng 9 năm 2022         |
| HV                                                                                          | María Pilar León WD     | 13 tháng 6, 1995  | 54      | 1  | Barcelona         | v. Hungary; 2 tháng 9 năm 2022 PRE     |
|                                                                                             |                         |                   |         |    |                   |                                        |
| TV                                                                                          | Fiamma Benítez          | 19 tháng 6, 2004  | 7       | 1  | Valencia          | FIFA World Cup 2023 PRE                |
| TV                                                                                          | Marta Cardona           | 26 tháng 5, 1995  | 29      | 3  | Atlético Madrid   | FIFA World Cup 2023 PRE                |
| TV                                                                                          | Maite Oroz              | 25 tháng 3, 1998  | 9       | 2  | Real Madrid       | FIFA World Cup 2023 PRE                |
| TV                                                                                          | Sheila García INJ       | 15 tháng 3, 1997  | 18      | 0  | Atlético Madrid   | FIFA World Cup 2023 PRE                |
| TV                                                                                          | Marta Carro             | 6 tháng 1, 1991   | 9       | 1  | Valencia          | v. Úc; 19 tháng 2 năm 2023             |
| TV                                                                                          | Anna Torrodà            | 21 tháng 1, 2000  | 5       | 0  | Valencia          | v. Argentina; 11 tháng 11 năm 2022     |
| TV                                                                                          | Maitane López           | 13 tháng 3, 1995  | 2       | 0  | Gotham FC         | v. Argentina; 11 tháng 11 năm 2022 PRE |
| TV                                                                                          | Rosa Márquez            | 22 tháng 12, 2000 | 1       | 0  | Real Betis        | v. Hoa Kỳ; 11 tháng 10 năm 2022 PRE    |
| TV                                                                                          | Andrea Falcón           | 28 tháng 2, 1997  | 12      | 1  | América           | v. Hoa Kỳ; 11 tháng 10 năm 2022 PRE    |
| TV                                                                                          | Patricia Guijarro WD    | 17 tháng 5, 1998  | 52      | 11 | Barcelona         | v. Ukraina; 6 tháng 9 năm 2022         |
|                                                                                             |                         |                   |         |    |                   |                                        |
| TĐ                                                                                          | Inmaculada Gabarro      | 5 tháng 11, 2002  | 1       | 1  | Sevilla           | FIFA World Cup 2023 PRE                |
| TĐ                                                                                          | Ascensión Martínez      | 20 tháng 2, 2002  | 2       | 0  | Valencia          | v. Na Uy; 6 tháng 4 năm 2023           |
| TĐ                                                                                          | Nahikari García         | 10 tháng 3, 1997  | 18      | 3  | Real Madrid       | v. Nhật Bản; 15 tháng 11 năm 2022      |
| TĐ                                                                                          | Ane Azkona              | 15 tháng 7, 1998  | 1       | 0  | Athletic Bilbao   | v. Hoa Kỳ; 11 tháng 10 năm 2022        |
| TĐ                                                                                          | Amaiur Sarriegi WD      | 13 tháng 12, 2000 | 15      | 12 | Real Sociedad     | v. Ukraina; 6 tháng 9 năm 2022         |
| TĐ                                                                                          | Lucía García WD         | 14 tháng 7, 1998  | 37      | 9  | Manchester United | v. Hungary; 2 tháng 9 năm 2022         |
| TĐ                                                                                          | Clàudia Pina WD         | 12 tháng 8, 2001  | 6       | 0  | Barcelona         | v. Đức; 12 tháng 7 năm 2022            |
| INJ Rút lui vì chấn thương. PRE Chỉ nằm trong danh sách sơ bộ. WD Rút lui vì lí do cá nhân. |                         |                   |         |    |                   |                                        |

## Kỷ lục
Số liệu thống kê tính đến ngày 6 tháng 7 năm 2023.
Những cầu thủ in đậm vẫn đang thi đấu.

### Cầu thủ thi đấu nhiều nhất
| #  | Cầu thủ             | Sự nghiệp | Ra sân | Bàn thắng |
| -- | ------------------- | --------- | ------ | --------- |
| 1  | Alexia Putellas     | 2013–     | 102    | 28        |
| 2  | Jennifer Hermoso    | 2011–     | 98     | 48        |
| 3  | Irene Paredes       | 2011–     | 90     | 11        |
| 3  | Marta Torrejón      | 2007–2019 | 90     | 8         |
| 5  | Marta Corredera     | 2013–2021 | 85     | 5         |
| 6  | Arantza del Puerto  | 1990–2005 | 71     | 0         |
| 7  | Silvia Meseguer     | 2008–2019 | 67     | 5         |
| 8  | Virginia Torrecilla | 2013–2020 | 66     | 7         |
| 9  | Victoria Losada     | 2010–2020 | 65     | 13        |
| 10 | Mar Prieto          | 1989–2000 | 62     | 30        |

### Cầu thủ ghi bàn hàng đầu
| #  | Cầu thủ           | Sự nghiệp | Bàn thắng | Ra sân | Hiệu suất |
| -- | ----------------- | --------- | --------- | ------ | --------- |
| 1  | Jennifer Hermoso  | 2011–     | 48        | 98     | 0.49      |
| 2  | Verónica Boquete  | 2005–2017 | 38        | 56     | 0.68      |
| 3  | Sonia Bermúdez    | 2008–2017 | 34        | 61     | 0.56      |
| 4  | Adriana Martín    | 2005–2015 | 33        | 39     | 0.85      |
| 5  | Mar Prieto        | 1985–2000 | 30        | 62     | 0.48      |
| 6  | Alexia Putellas   | 2013–     | 28        | 102    | 0.27      |
| 7  | Esther González   | 2016–     | 25        | 37     | 0.68      |
| 8  | Mariona Caldentey | 2017–     | 19        | 54     | 0.35      |
| 9  | Aitana Bonmatí    | 2017–     | 16        | 47     | 0.34      |
| 10 | Mari Paz Vilas    | 2008–2018 | 15        | 26     | 0.58      |

### Đội trưởng
| Cầu thủ             | Giai đoạn |
| ------------------- | --------- |
| Conchi Sánchez      | 1971–1981 |
| Inmaculada Castañón | 1983–1988 |
| Montserrat González | 1989–1990 |
| Elizabeth Artola    | 1990–1991 |
| Itziar Bakero       | 1991–1995 |
| Beatriz García      | 1995–1996 |
| Arantza del Puerto  | 1996–2005 |
| Maider Castillo     | 2005–2007 |
| Itziar Gurrutxaga   | 2007–2008 |
| Vanesa Gimbert      | 2008      |
| Melisa Nicolau      | 2008–10   |
| Sandra Vilanova     | 2011–2013 |
| Verónica Boquete    | 2013–2017 |
| Marta Torrejón      | 2017–2019 |
| Irene Paredes       | 2019–2022 |
| Alexia Putellas     | 2022      |
| Ivana Andrés        | 2022–     |